# 579785 Kepesgyula
579785 Kepesgyula è un asteroide della fascia principale. Scoperto nel 2010, presenta un'orbita caratterizzata da un semiasse maggiore pari a 2,436711 UA e da un'eccentricità di 0,098655, inclinata di 5,654833° rispetto all'eclittica.